# Галвестон (остров)
Галвестон (англ. Galveston Island) — барьерный остров у побережья Мексиканского залива, входящий в одноимённый округ американского штата Техас. Площадь острова — 209 км². На острове находится город Галвестон.

## История
В 1519 году рядом с островом проходили корабли экспедиции Алонсо Альвареса де Пинеды. Полагают, что именно у этого острова (который в то время назывался Мальхадо) в 1528 году потерпел крушение Альвар Нуньес Кабеса де Вака.
В 1785 году испанский мореплаватель Хосе Антонио де Эвия (José Antonio de Evia) составил описание острова и близлежащего залива, который был им назван в честь испанского наместника Бернардо де Гальвеса.
Первое европейское поселение на острове было основано в 1816 году французским приватиром Луи-Мишелем Ори. После этого оно перешло к Жану Лафиту, который оставался там до 1820 года. В 1830 году на острове был построен мексиканский таможенный пункт. Был основан город и порт Галвестон, который получил городские права в 1839 году, будучи уже в составе Техасской республики.
В 1859 году к острову был построен деревянный мост-эстакада, по которому проходила железная дорога. В 1875 году железнодорожная компания Gulf, Colorado and Santa Fe Railway построила другой мост. Оба моста были разрушены во время Галвестонского урагана 1900 года. В 1912 году к острову был построен комбинированный автомобильно-железнодорожный мост.
В 1970-х годах на острове был основан природный парк Галвестон-Айленд, который имеет статус парка штата Техас. Территория парка была приобретена штатом в 1969 году, а открытие парка состоялось в 1975 году.
В сентябре 2008 года остров серьёзно пострадал от обрушившегося на него урагана Айк. Восстановление разрушенных домов и устранение других последствий урагана потребовало длительного времени.

## География

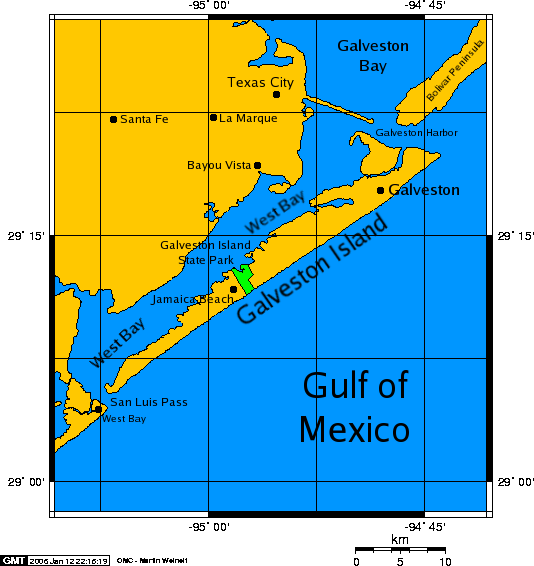
Остров Галвестон и побережье Техаса

Остров Галвестон находится у юго-восточного побережья Техаса, примерно в 80 км юго-восточнее Хьюстона. Длина острова (с северо-востока на юго-запад) составляет около 43 км, а максимальная ширина не превышает 5 км. Он расположен параллельно побережью, примерно в трёх километрах от него. Остров Галвестон отделён от побережья узким заливом Уэст-Бей. Пролив между островом Галвестон и полуостровом Боливар, ограничивающий остров с северо-востока, является основным проходом из Мексиканского залива в залив Галвестон. У юго-западной оконечности острова Галвестон находится пролив Сан-Луис, соединяющий Уэст-Бей с Мексиканским заливом.
На северо-восточной части острова расположен город Галвестон, в котором проживает основная часть населения острова. Вдоль северного края города проходит пролив Галвестон, в котором расположен галвестонский порт. Этот пролив отделяет остров Галвестон от Пеликаньего острова.
В районе города Галвестона остров соединён с материком мостом Галвестон-Козуэй, по новой части которого проходит  межштатная автомагистраль I-45, а по старой — железная дорога. От северо-восточной части острова есть регулярное бесплатное паромное сообщение с полуостровом Боливар. У юго-западной оконечности острова Галвестон находится платный мост Сан-Луис-Пасс через пролив Сан-Луис.

## Фотогалерея
|  |  |  |